# Kunigundis Vedder
Kunigundis Vedder SSpS (* 4. Juli 1881 in Mellen, Balve; † 18. März 1943 in der Bismarcksee) war eine deutsche römisch-katholische Ordensfrau, Missionsschwester und Märtyrin.

## Leben
Maria Vedder war die Tochter eines Landwirts aus der Umgebung von Arnsberg. Am 23. November 1901 trat sie im Alter von 20 Jahren in Steyl in das Missionshaus St. Michael der Steyler Missionsschwestern ein und begann am 8. Juni 1902 das Noviziat unter dem Ordensnamen Kunigundis (nach Kunigunde von Luxemburg). Am 8. Dezember 1902 legte sie in Steyl ihre Ersten Gelübde ab. Vom 23. Mai bis zum 13. Juli 1907 reiste sie über Genua in die Papua-Neuguinea-Mission, wo sie in der Station Alexishafen am 8. Dezember 1910 die Ewigen Gelübde ablegte. Sie kam in verschiedenen Missionsstationen zum Einsatz, meist als Hausoberin, zuletzt ab 1935 in Wewak. Nach der Besetzung Neuguineas durch die japanischen Invasionstruppen wurde sie am 18. März 1943 zusammen mit Bischof Josef Lörks und zahlreichen weiteren Missionaren und Ordensschwestern auf dem Zerstörer Akikaze hingerichtet und ins Meer geworfen.

## Gedenken
Die Römisch-katholische Kirche in Deutschland hat Schwester Kunigundis Vedder als Märtyrin in das deutsche Martyrologium des 20. Jahrhunderts aufgenommen.